# Via Nuova Marina
Via Marina, o più precisamente via Nuova Marina, è una strada storica di Napoli che scorre a sud dei quartieri Porto e Pendino. 
È una delle tante strade che costituiscono la via litoranea di Napoli. Nasce dall'incrocio tra via Cristoforo Colombo e via Alcide De Gasperi e termina poco prima dell'incrocio con corso Garibaldi e via Ponte dei francesi, dove assume la denominazione di via Alessandro Volta.
Punto nevralgico della viabilità cittadina, è il collegamento più veloce tra il porto e il centro cittadino con la zona est, nonché con l'accesso più vicino alle autostrade.

## Storia

### La strada di Carlo III
Una strada litoranea che costeggiasse i caotici e intricatissimi quartieri bassi fu voluta dalla mente illuminata di Carlo III che era consapevole delle potenzialità dell'area ad oriente della città (la zona della Reggia di Portici, voluta dal sovrano e del glorioso futuro Miglio d'oro) ed era necessaria una vera e propria costruzione della strada che avvenne tra il 1740 e il 1749. Durante i lavori, presieduti prima da Giovanni Bompiede, Ingegnere Direttore delle opere di Marina coadiuvato da Giovanni Antonio Medrano, poi dal solo Bompiede (1743) comincia la dismissione delle mura difensive, necessaria per l'apertura della strada.
A ricordo dell'apertura della nuova strada, nel 1749 fu innalzata un'edicola su disegno di Michele Reggio su cui fu posta un'epigrafe dettata da Alessio Simmaco Mazzocchi che celebrava appunto l'opera. L'edicola, ornata dalle armi del Re, fu posta al termine orientale della nuova strada, all'inizio del suo naturale proseguimento: la strada della Marinella (già realizzata durante il viceregno austriaco), all'altezza del castello del Carmine.
Sempre su progetto del Bompiede viene costruito nel 1748 il vado del Carmine al posto della porta della Conceria, nelle immediatezze di piazza del Mercato.
Terminato il regno di Carlo III, anche sotto il figlio Ferdinando IV continua questo processo di riqualificazione dell'area: sorgono infatti importanti edifici come la Caserma di Cavalleria Borbonica del Vanvitelli, ubicata presso il ponte della Maddalena, dove oggi sorge l'incrocio tra via Vespucci (moderna continuazione verso est di via Marina) e corso Lucci, e l'edificio dei Granili, costruito tra il 1779 e il 1790 da Ferdinando Fuga al di là del Carmine.

### L'Ottocento
Nel 1846 in occasione dei lavori per l'apertura della strada de' fossi (l'odierno corso Garibaldi) fu demolita l'edicola che ricordava l'apertura della strada. L'edicola era posta precisamente presso il ponte carolino che scavalcava il canale fossato chiamato Fiumicello e per aprire la nuova strada fu necessaria l'eliminazione sia del fosso lungo le mura sia del ponte. I suoi marmi e le sue sculture furono tagliati e adoperati per il pavimento della chiesa di San Carlo all'Arena.

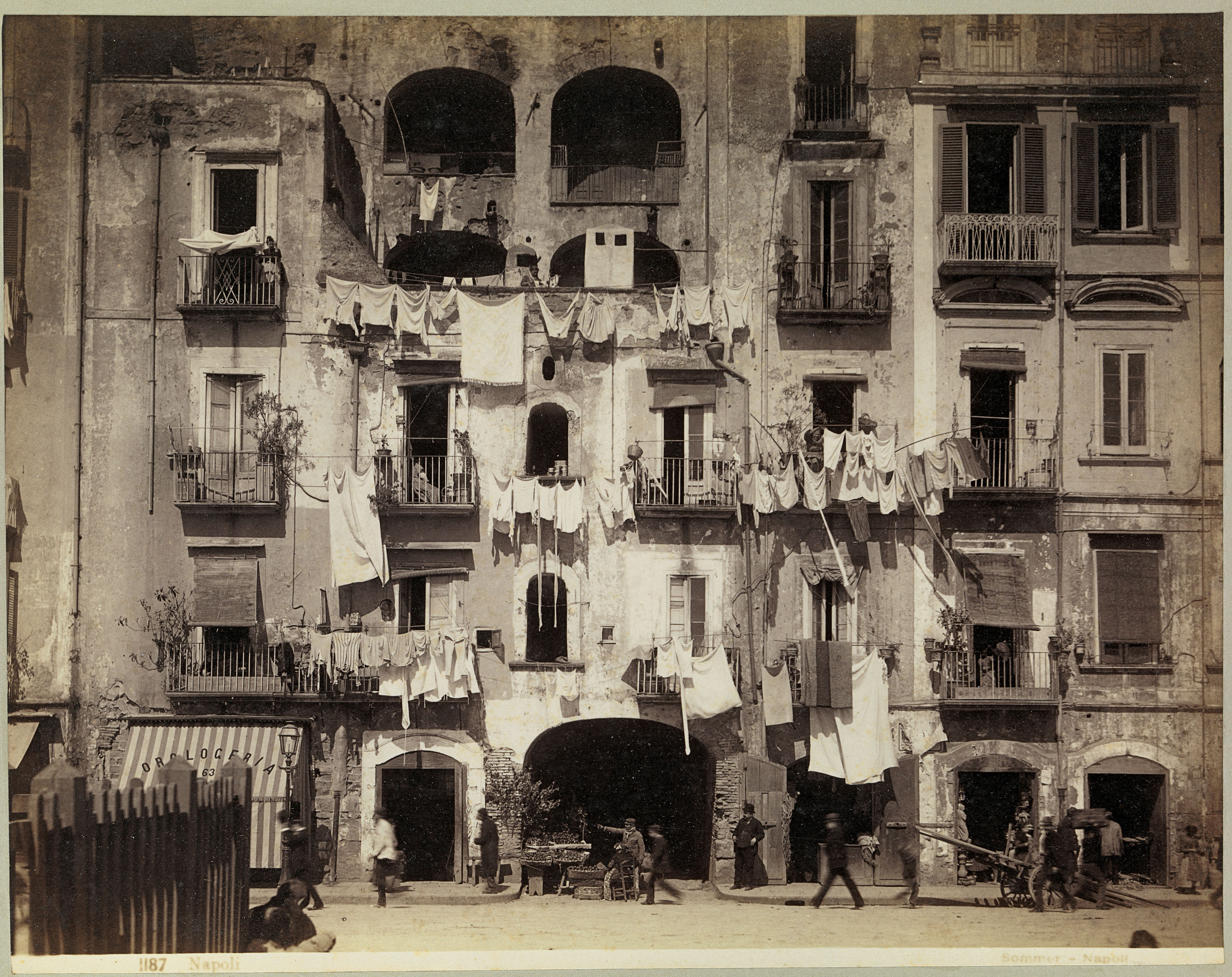
La porta della Marina del Vino

Nel 1855 la strada accoglie il nuovo edificio della Pescheria, destinato al mercato ittico, costruito presso la porta della Pietra del Pesce su progetto di Luigi Catalani per volere di Ferdinando II. Sarà pesantemente danneggiato dai bombardamenti nella seconda guerra mondiale e, semidiruto, abbattuto nel dopoguerra.
La porta della Pietra del Pesce, che sarebbe stata demolita in quell'occasione, rappresentava il posto di gabella per i prodotti ittici. Il suo nome deriva dalla zona in cui si trovava, la quale a sua volta prendeva il nome da una leggenda medievale legata al mago Virgilio: si narra che Virgilio per mantenere il pescato della città sempre fresco incise con un incantesimo su di una pietra l'immagine di un pesciolino vivo. La leggenda viene anche citata da Gennaro Aspreno Galante.
Gli ultimi tratti superstiti di mura vengono inglobati nelle costruzioni civili, come il bastione di Sant'Andrea degli Scopari, proprio a fianco alla pescheria.

### Dopo l'unità: il Risanamento

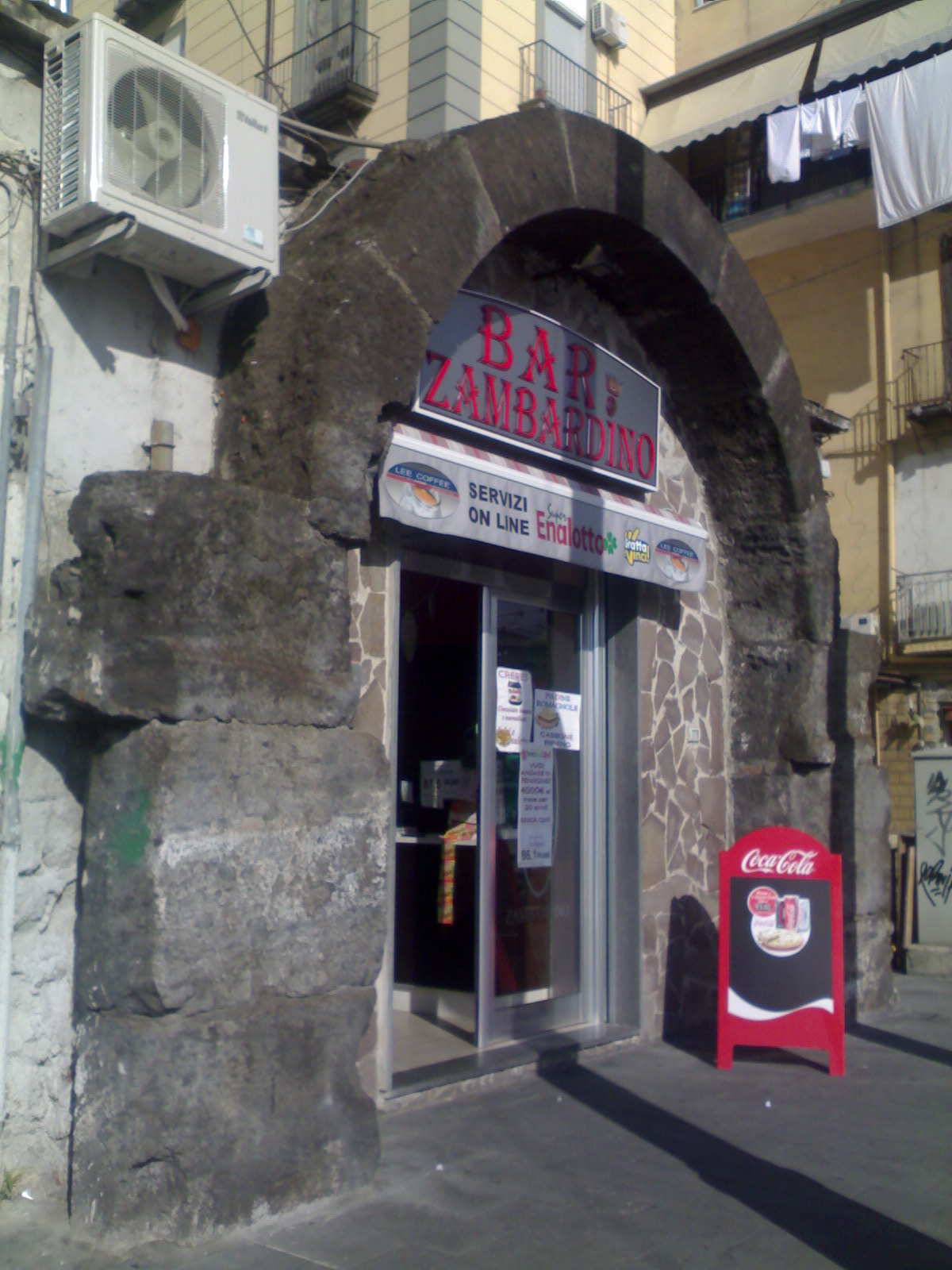
La porta dei Tornieri

Dopo l'unità d'Italia scompaiono le ultime porte che caratterizzavano la cortina sud delle mura: nel 1869, in occasione dell'apertura della nuova strada dei Costanzi che da allora fu chiamata via Principessa Margherita e oggi si chiama via Giuseppe Marotta, fu abbattuta la porta del Caputo; poi la porta dei Tornieri, inglobata nel 1875 in un edificio all'angolo di via Duomo in occasione dei lavori di apertura dell'ultimo tratto di quest'ultima.
Seguirono nel 1877 la porta di Santa Maria Apparente e nel 1883 la porta di Massa, detta così perché presso di essa attraccavano le navi provenienti da Massa Lubrense e dunque cariche di merci provenienti dalla penisola sorrentina. 
Da precisare il fatto che queste porte non avessero alcun carattere monumentale né tantomeno artistico, dal momento che erano piccole e anguste e, cosa importante, inserite nella nuova cortina di edifici che sostituiva appieno quella difensiva.

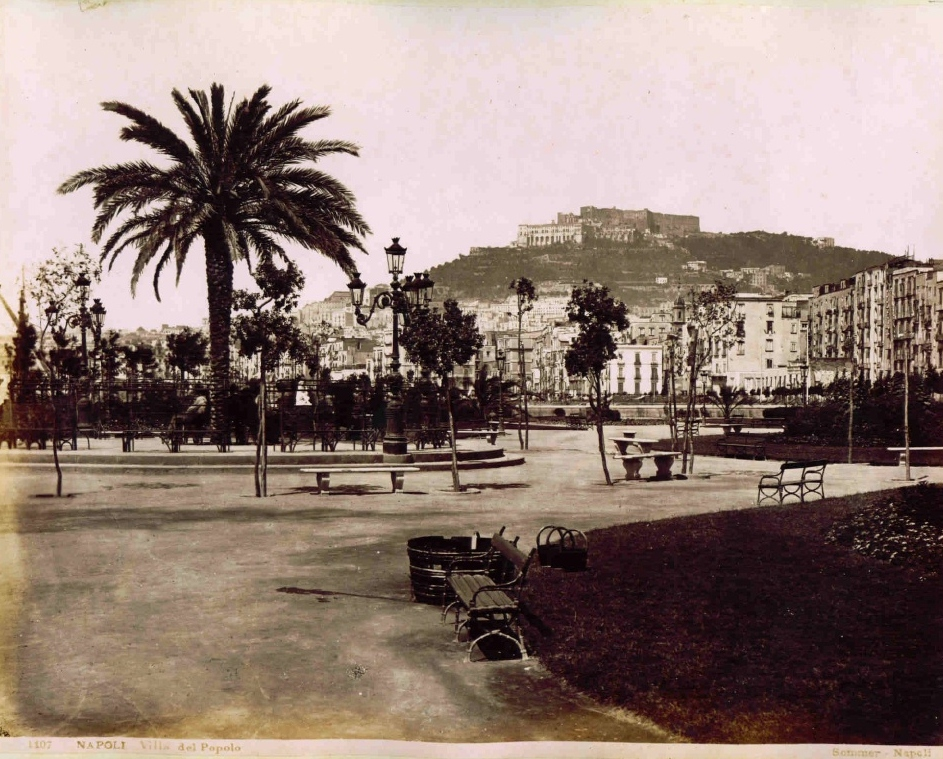
La Villa del Popolo in una foto di Giorgio Sommer

Nota positiva fu la realizzazione della cosiddetta Villa del Popolo, una piccola oasi di verde voluta nel 1876 dall'allora sindaco di Napoli Gennaro Sambiase Sanseverino Duca di San Donato (ricordato con una via nei paraggi), completata nel 1877 e destinata ad essere l'equivalente della villa reale (l'odierna Villa Comunale) per le classi popolari, anche se ovviamente di dimensioni più piccole. La villa, che accolse al suo interno anche la fontana del Gigante, subì un veloce declino a causa delle crescenti attività portuali che richiesero più spazio, prima su tutte l'apertura nel 1889 della ferrovia porto-stazione centrale che, correndo lungo la strada, separò questa dalla villa.
Nel 1906 il castello del Carmine, la fortificazione di sud-est, viene abbattuta, lasciando soltanto parte del muro meridionale e due torrioni aragonesi, torre Spinella e torre Brava, i quali, dopo le modifiche nel secondo dopoguerra, saranno destinati a dividere le opposte direttrici di traffico.
Il Risanamento modifica lievemente l'area della strada: gli interventi edilizi sono mirati e non massicci. Fino alla Seconda guerra mondiale la strada ha mantenuto il tracciato originale assai vicino all'area portuale la quale nonostante l'aumento di estensione cominciato negli ultimi anni del XIX secolo era di limitata estensione rispetto a quella attuale. Inoltre il livello stradale della strada viene aumentato (cosa facilmente notabile presso il convento di San Pietro martire, che prima dei lavori era rialzato; in particolare nel vico Scoppettieri è visibile seminterrato il portale di una bottega).
Durante il Ventennio fascista, via Marina fu denominata via Cesario Console, dal momento che l'antica salita del gigante che aveva assunto il nome del valente comandante fu denominata via Italo Balbo (dopo il suo fatale incidente aereo). I toponimi verranno ripristinati dopo la fine del regime.

### La guerra e lo stravolgimento della strada

I palazzi ridotti in macerie

I bombardamenti alleati distrussero gran parte dei palazzi che si affacciavano sulla via e furono un ottimo incentivo per la decisione nel dopoguerra di allargare la strada per via del crescente flusso di traffico.
Sotto le bombe scomparvero gran parte del Borgo Loreto (al di là del corso Garibaldi, lungo via della Marinella) e il prolungamento nord-ovest della Caserma di Cavalleria (la parte originaria del complesso vanvitelliano, cioè l'antico serraglio del Sanfelice), eliminato definitivamente con l'apertura del tratto della nuova via Marittima chiamato via Vespucci dal 1958.
Il dopoguerra è un'autentica fucina di progetti sulla strada: in particolare emerse per validità il piano di Luigi Cosenza che aveva progettato il Mercato Ittico al ponte della Maddalena. Il suo piano prevedeva una nuova fascia di moderni edifici sul modello del funzionalismo architettonico.

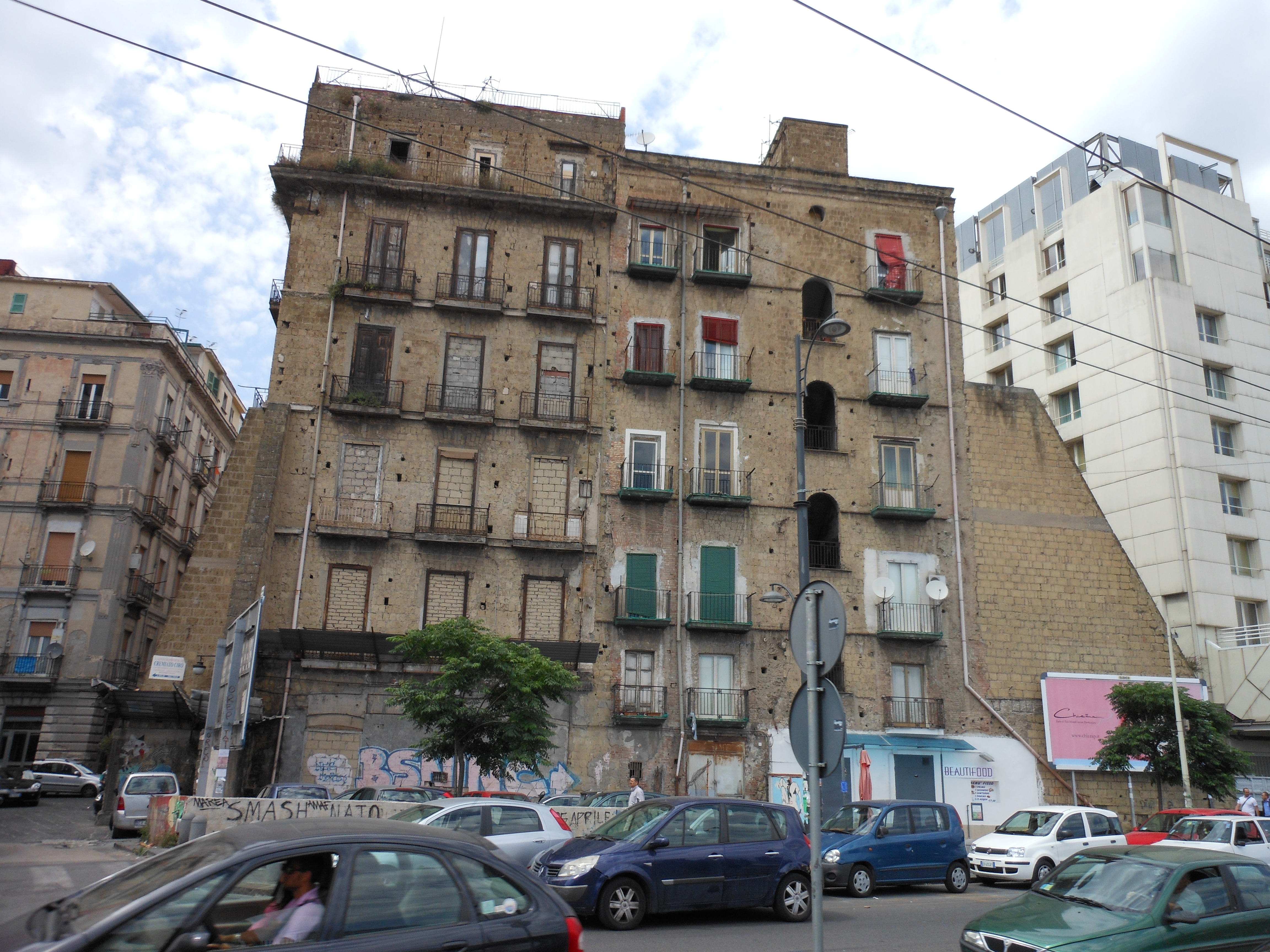
Il palazzo pre-risanamento superstite agli abbattimenti post guerra presso l'incrocio con via Capocci

Ma il piano-Cosenza fu stravolto: furono abbattuti molti edifici da sostituire con moderne strutture dall'altezza spropositata rispetto alle dimensioni canoniche degli edifici delle zone adiacenti, in particolare il Borgo Orefici, ma anche la stessa piazza del Mercato, oltraggiata dal mastodontico palazzo Ottieri, l'emblema della speculazione edilizia privata di quel periodo, sorto nel 1958. Si tentò addirittura di abbattere la chiesa di Portosalvo e la stessa caserma di cavalleria, gravemente danneggiata dai bombardamenti, ma i progetti mutarono e gli edifici furono preservati.
Il palazzo Ottieri prende il suo nome da Mario Ottieri, costruttore di questo e di altri palazzoni sparsi per il centro cittadino e inoltre assessore comunale all'edilizia della giunta Lauro (sarà anche deputato). La prima, grande denuncia si trova nel film di Francesco Rosi Le mani sulla città del 1963, nel pieno degli anni della speculazione.

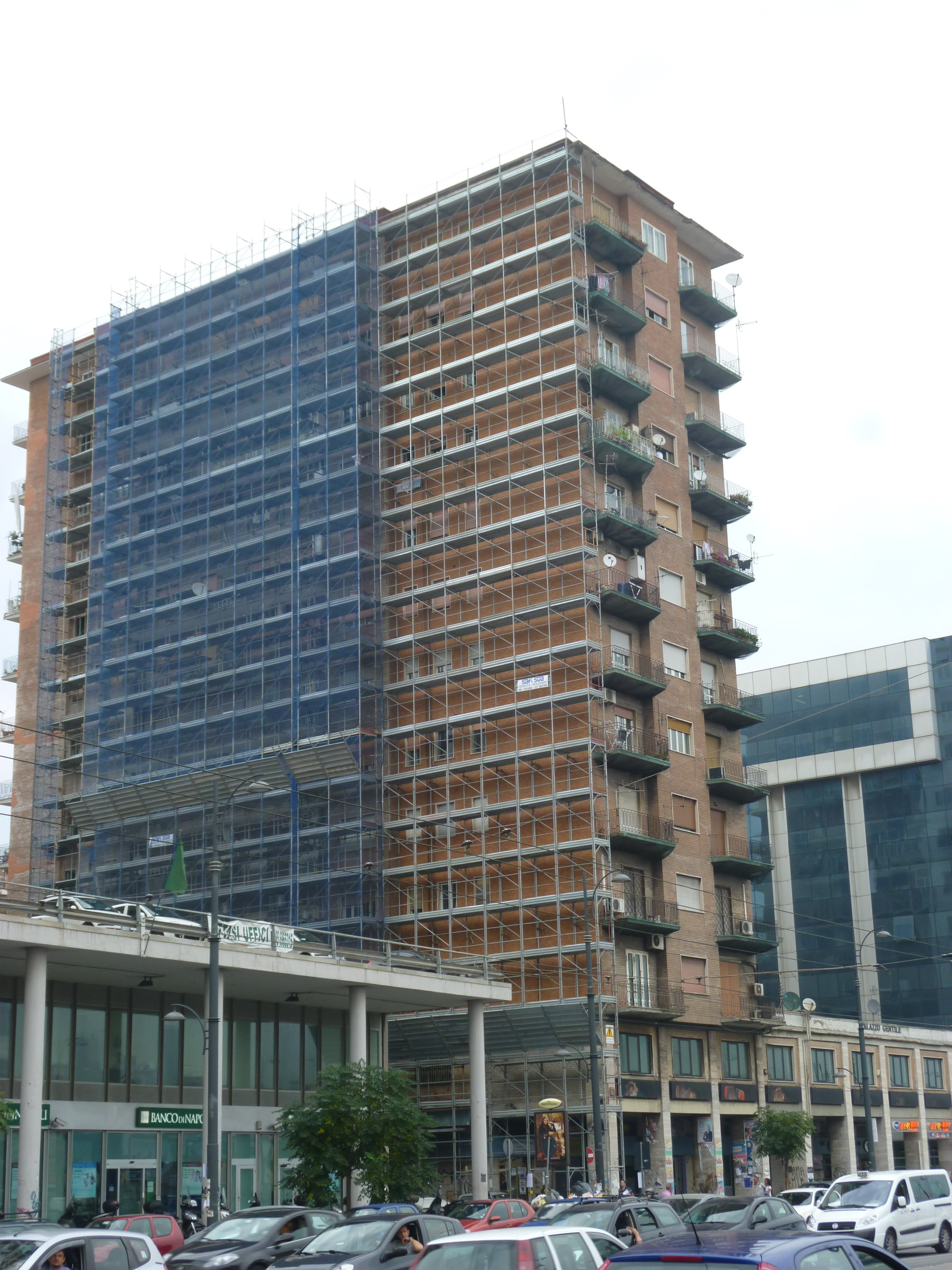
Palazzo Gentile

Frutto di questo periodo sono due palazzi : il primo, detto palazzo Gentile, sorge sull'area dell'antica piazza Principessa Margherita e dell'antica chiesa di San Giovanni alla Marina (la chiesa della comunità fiorentina prima che si trasferisse presso via Toledo). Questo palazzo chiude scelleratamente via Marotta (già via Principessa Margherita, aperta nel 1869) e per essere eretto ha comportato la demolizione di una parte del complesso di San Pietro martire, a quei tempi struttura fatiscente e pericolante in procinto di essere demolita (era stata da poco dismessa l'antica manifattura dei tabacchi e non era ancora sede della facoltà di lettere della Federico II).
Il film di Rosi usa come scena all'inizio proprio via Marina, in quegli anni interessata dai lavori di demolizione e ricostruzione: la trama parte dalla costruzione, diretta dal figlio del costruttore e consigliere comunale Eduardo Nottola, di un nuovo palazzo che causa il crollo di un edificio di vico Sant'Andrea adiacente all'edificio demolito dall'impresa di Nottola per proseguire la costruzione. Si sottolineano nel film l'assenza di scrupoli del costruttore, il quale non rispetta le planimetrie dei palazzi e lavora con mezzi di lavoro pesanti) e la complicità delle istituzioni comunali che concedono sorprendentemente in brevissimo tempo le licenze di costruzione.
Il palazzo in costruzione nella realtà dei fatti è il palazzo Gentile, realizzando davvero in quegli anni, mentre fu adoperato un edificio in fase di demolizione per rappresentare l'edificio crollato. Il luogo del crollo, vico Sant'Andrea, corrispondeva al vico Tre Cannoli.
Il secondo edificio è alla fine di via Duomo. Alto tredici piani, fu costruito dopo che nel 1962 si deliberò la demolizione di vari isolati tra via Duomo e la Marina, tra cui il primo dei due palazzi gemelli che, eretti in occasione dell'apertura di via Duomo, sorgevano alla fine della strada su entrambi i lati.
Nel 1968 fu demolito un lotto di edifici corrispondente alla porta della Marina del Vino, la quale ovviamente scomparve. Furono demolite nell'occasione anche due chiese: quella di Santa Maria delle Grazie dei Pescivendoli, che aveva il caratteristico campanile a cipolla maiolicato molto simile a quello della chiesa di Portosalvo, e la cappella Santa Croce agli Orefici.
Al posto delle antiche costruzioni furono lasciati enormi vuoti su cui in seguito innalzare le nuove moderne strutture. Gli ultimi edifici ancora da abbattere nel primo tratto di via Marina fino a via Duomo saranno definitivamente eliminati in un periodo che va dagli ultimi anni settanta fino agli anni novanta. 
Della cortina edilizia che affacciava su via Marina nulla è rimasto, mentre della cortina interna, immediatamente a ridosso della strada, è scampato un tratto quasi interamente, presso l'incrocio con via Ernesto Capocci: questo edificio, oggi fatiscente, in origine affacciava sul vico Marina del Vino.

### La realizzazione dell'arteria cittadina

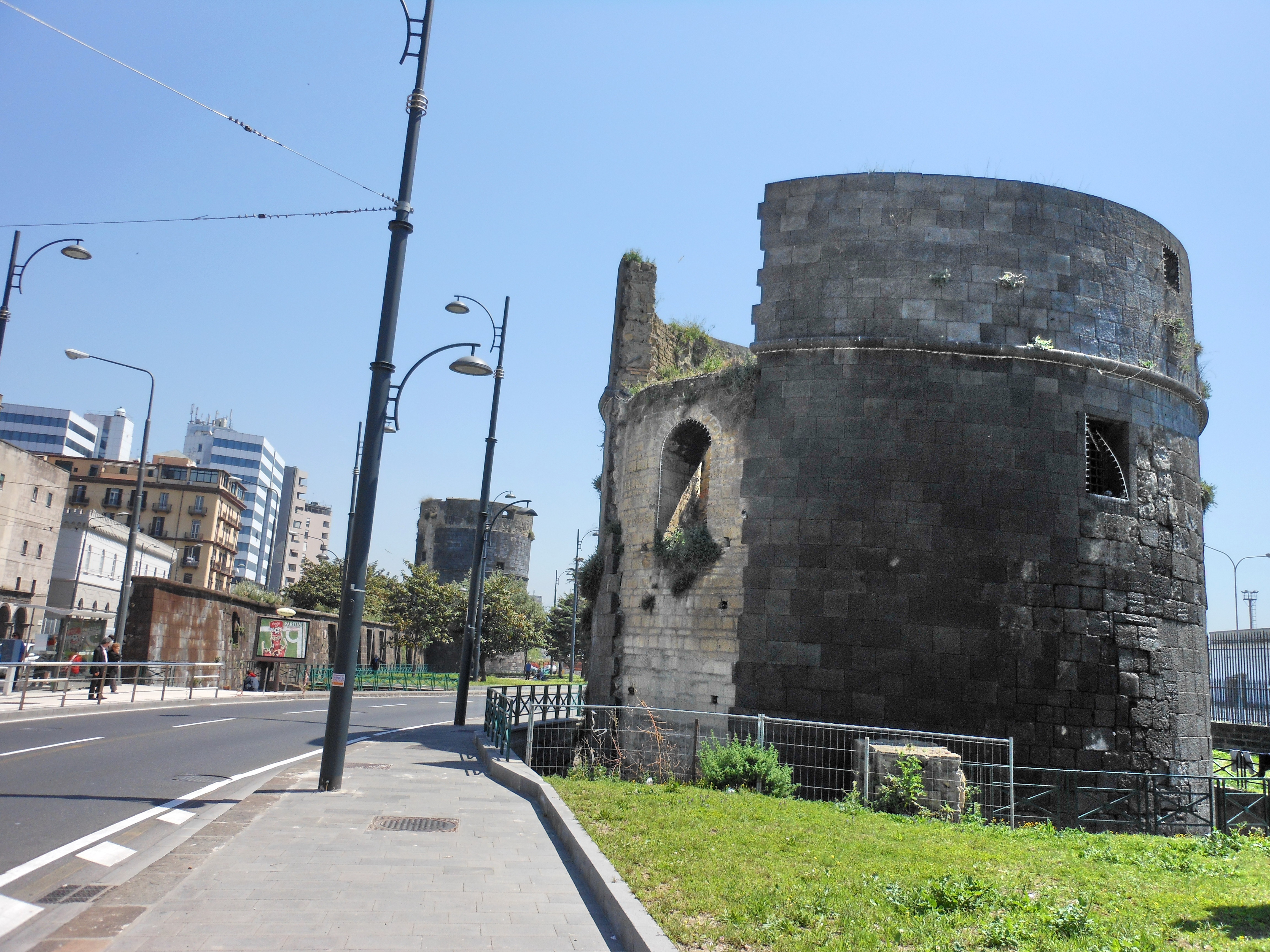
Le due torri del Castello del Carmine

Dal 1978 al 1983 la strada è stata interessata da lavori di adeguamento da parte dell'allora sindaco Maurizio Valenzi che permisero l'apertura della cosiddetta via Marittima.
Via Marina fino agli anni settanta poteva essere divisa in due grandi tratti: il primo da via De Gasperi a via Duomo, che aveva le dimensioni attuali frutto di una prima fase di sventramento, e la seconda parte fino al corso Garibaldi che ricalcava l'antico tracciato ottocentesco. Nel 1980 si erano già abbattuti il secondo chiostro del Carmine (oggi si possono vedere un lato tompagnato e due archetti laterali) e la parte meridionale della caserma Sani che aveva preso il posto del Castello del Carmine.
Il corpo di fabbrica principale della caserma, in stile neorinascimentale, fu costruito poco dopo la demolizione del forte, occupandone in particolare la parte est, lungo corso Garibaldi. Questa inglobava la torre definita il Trono oppure Spinella dal soprintendente ai lavori per la nuova cinta muraria aragonese Francesco Spinelli. Un altro edificio della caserma venne eretto durante il Ventennio fascista e occupò la parte ovest del vecchio forte, delimitato a nord da piazza e complesso del Carmine. Questo inglobava invece la torre detta Brava.

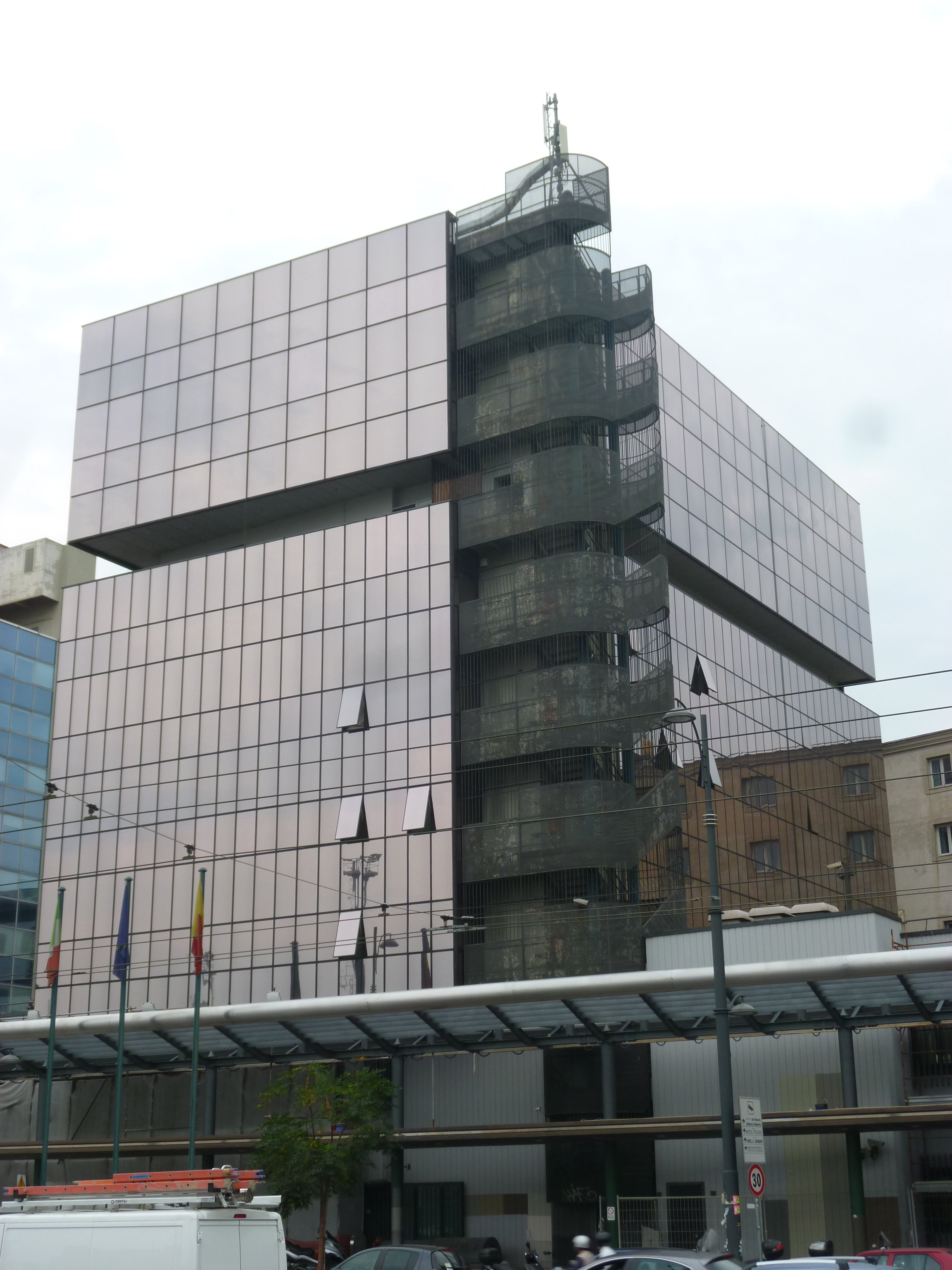
L'edificio ex-Banca d'Italia

Data l'impossibilità di intervento sulle due torri, si provvide a dividere i due flussi di traffico in questa maniera: la direttrice est-ovest insieme alla corsia centrale-preferenziale viene normalmente fatta defluire in linea retta, a nord della torre Spinella, senza deviazioni. Il flusso ovest-est invece supera quasi facendo uno slalom al loro interno le due torri, rendendole di fatto due spartitraffico.
Il settecentesco Vado del Carmine funse da porta fino a questo periodo: era l'unico accesso meridionale alla piazza del Carmine, che prima dei lavori era assai distante come del resto piazza Mercato. Con l'apertura della via Marittima viene spostato di poco verso il mare e si ritrova da solo a osservare il veloce traffico. La quota della nuova strada venne rialzata: il dislivello si nota proprio in questa zona a cominciare dallo stesso vado, da quanto resta del chiostro minore del Carmine e dall'area tra piazza Masaniello e piazza del Carmine che si può raggiungere tramite due rampe in discesa.
Nel 1981 si cominciò ad abbattere la cortina edilizia che affacciava sulla vecchia strada a partire dal palazzo costruito nel 1875 per terminare via Duomo il quale rappresentava l'inizio della deviazione sul vecchio percorso fino all'area del palazzo Ottieri: la Zabatteria e la Conceria vengono così smembrate. 

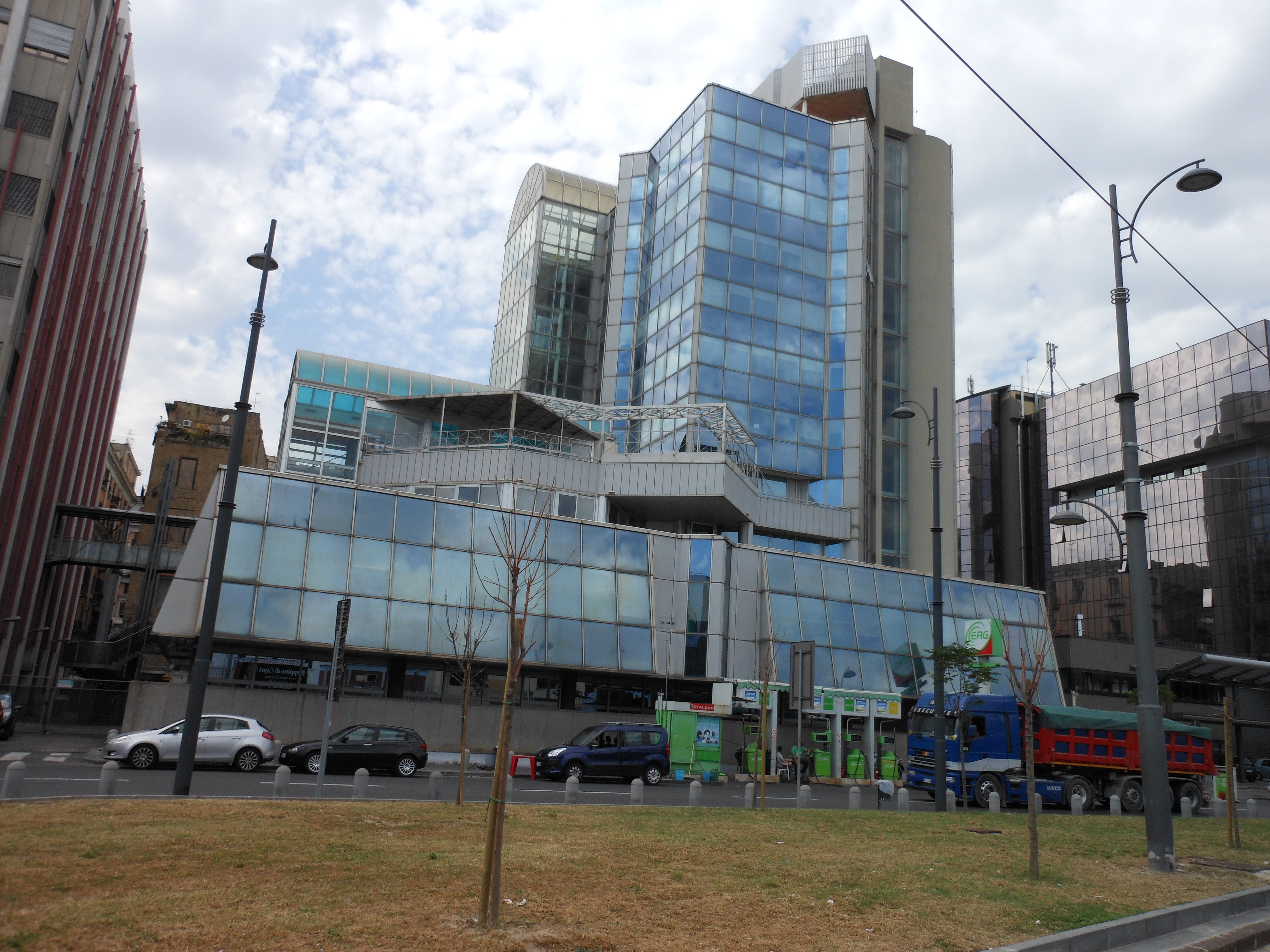
Palazzo Pecoraro-Albani, edificio della facoltà di giurisprudenza della Federico II

In particolare vengono demolite la chiesa di Santa Maria delle Grazie alla Zabatteria e la chiesa di San'Arcangelo degli Armieri in via Carlo Troya. Quest'ultimo edificio fu eretto in stile neogotico durante il Risanamento e fu abbattuto alla fine degli anni settanta, trasferendone il nome alla vicina chiesa di San Giovanni in Corte. Entrambe le chiese erano da tempo utilizzate come deposito e fatiscenti.
Nel 1983 i lavori si possono dire conclusi con l'apertura del tratto tra via Duomo e la Conceria, con l'ottenimento di una strada più interna rispetto alla precedente. Con l'apertura di questo troncone e con l'ampliamento di via Alessandro Volta nel 1980 (che permise di non transitare più obbligatoriamente per il ponte della Maddalena) Napoli ottiene la via Marittima, quella moderna strada concepita sin dai primi anni del secondo dopoguerra che da piazza Municipio conduce fino a San Giovanni a Teduccio.
Nuova strada, nuovi edifici: questi palazzi, in vetro e formati da una piastra basamentale con torre, rendono a via Marina un aspetto più moderno e ordinato rispetto ai precedenti edifici fatiscenti. Tuttavia la loro planimetria rispetta l'andamento della nuova strada che non il preesistente impianto urbanistico: l'edificio della facoltà di Giurisprudenza della Federico II in via Porta di Massa (chiamato a livello universitario palazzo Pecoraro-Albani) costruito tra il 1990 e il 1992; l'edificio della Banca d'Italia, progettato negli anni settanta dai tecnici della banca e realizzato a cavallo tra gli anni ottanta e novanta, dal 2012 sede di un polo enogastronomico); quello del Banco di Napoli; un secondo edificio della Federico II, sede del polo delle Scienze Umane e Sociali, costruito nel 1999; il palazzo del Mediterraneo, sede dell'Orientale; il palazzo Armieri della Regione Campania. Questi moderni edifici si aggiungono ai due edifici preesistenti completando un processo di trasformazione durato più di cinquant'anni.

## La testimonianza storica

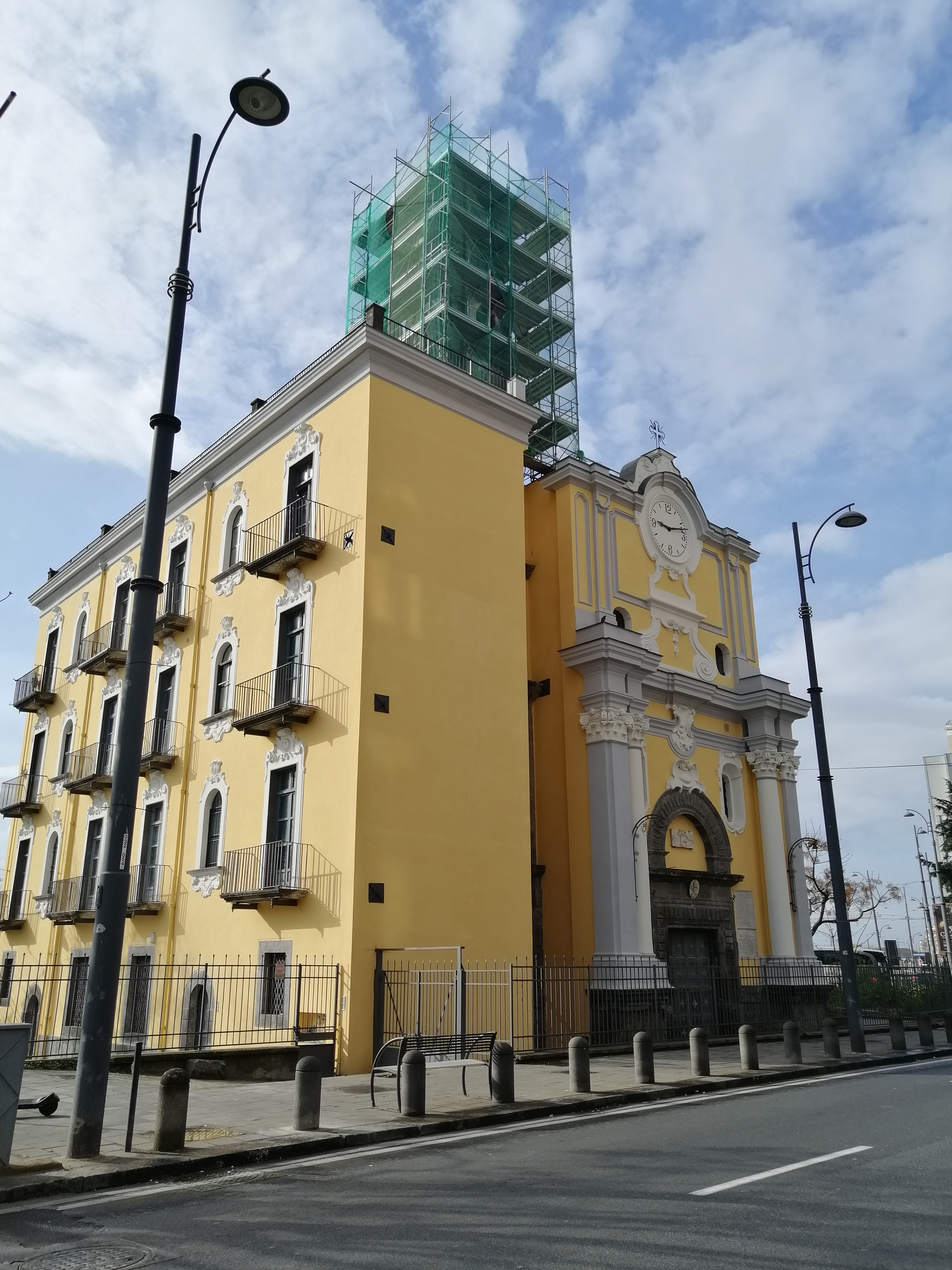
La chiesa di Santa Maria di Portosalvo

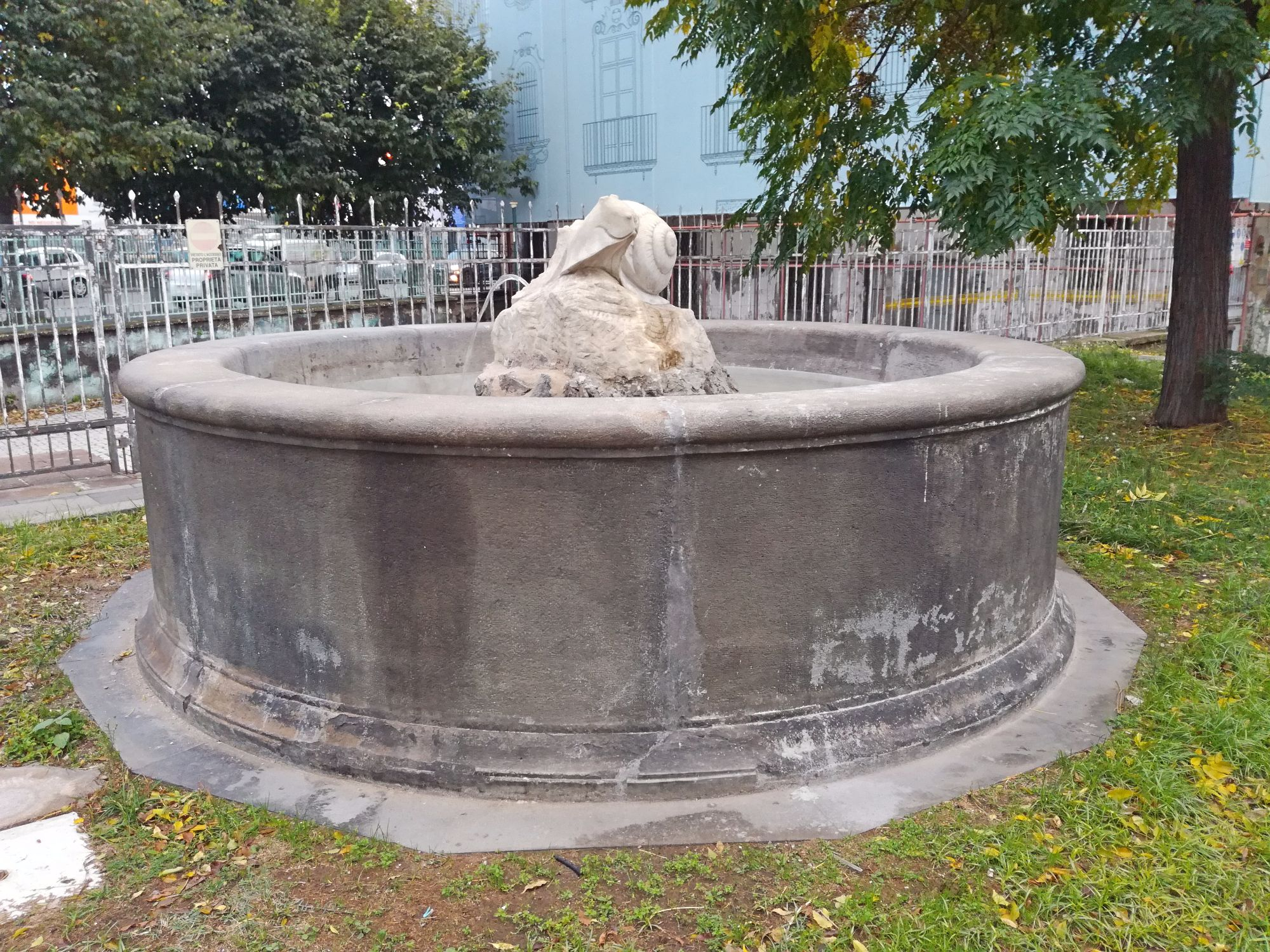
La fontana della Maruzza

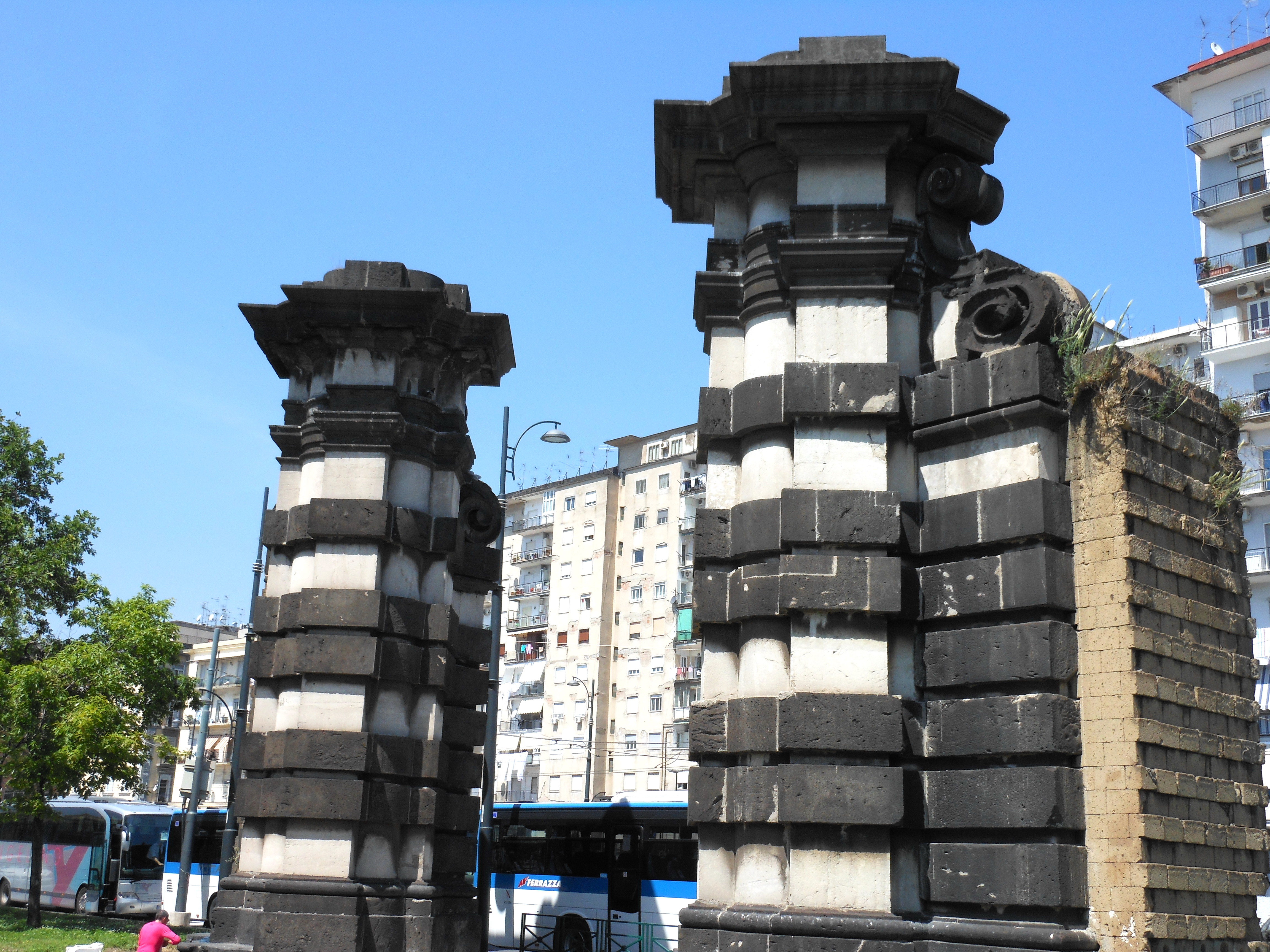
Il vado del Carmine

Sin dall'inizio della strada troviamo importantissime testimonianze storiche: la via comincia infatti dalla confluenza di due strade nel punto in cui sorge la chiesa di Santa Maria di Portosalvo. La chiesa sopravvisse alle (poche) trasformazioni del Risanamento che interessarono quella zona, detta del Mandracchio, cioè zona di porto (termine per la verità dall'etimologia e dal significato tuttora incerto che col tempo ha ricevuto a Napoli una valenza dispregiativa) e a quelle più radicali del dopoguerra pur fungendo anch'essa da triste spartitraffico. Alla destra della stessa, la cui facciata guarda verso l'interno, è posizionata la circolare fontana della Maruzza (cioè della lumaca) mentre alla sinistra della chiesa vi è l'obelisco di Portosalvo, dedicato alla vittoria dei borbonici sulla Repubblica Napoletana del 1799 e sui suoi sostenitori che furono protagonisti nei vicini castello del Carmine e nel forte di Vigliena.
Più avanti sorge il famoso e caratteristico Borgo Orefici, adiacente alla via, ma "coperto" dalla nuova schiera di edifici moderni costruita prevalentemente nell'ultimo trentennio del XX secolo.
Presso l'incrocio con via Duomo sopravvive come ingresso di un bar l'antica porta dei Tornieri. Riguardo a questa porta bisogna dire che molto probabilmente la sua attuale posizione non è quella originale: Giancarlo Alisio, docente di storia dell'architettura e grande studioso di Napoli, dimostrò che questa porta fu ritrovata seminterrata sotto l'intonaco caduto di un palazzo sito in via Zabatteria. Questo palazzo verrà abbattuto pochi anni dopo le sue ricerche per i lavori di ammodernamento degli anni ottanta e che cancelleranno anche la strada in questione. Da ciò si può desumere che la porta sia stata trasferita di pochi metri e posta come ingresso al bar che già negli anni settanta esisteva.
Più avanti c'è piazza Masaniello, un piccolo slargo intitolato al capo della rivolta cittadina del 1647 soltanto alla fine degli anni settanta. Effettivamente le piante topografiche cittadine dell'Ottocento riportano una via Masaniello, che si trovava proprio dov'è l'attuale piazza, dominata dal palazzo Ottieri che ha preso il posto dei due isolati che racchiudevano la strada.
Da via Marina si può accedere a piazza del Mercato e piazza del Carmine, anch'essi storiche ed importanti; l'accesso come già detto in precedenza avviene tramite due discese per via dell'innalzamento della sede stradale.
Al termine della strada sono visibili il vado del Carmine (definito da Giuseppe Ungaretti «due pilastri pepe e sale» nella sua poesia Vecchia Napoli), presso il quale c'è la piccola (ma un tempo sicuramente più grande) fontana della Marinella al Carmine e i due torrioni aragonesi sopravvissuti, la torre Spinella e la torre Brava. Alla sinistra la neorinascimentale caserma Sani, già privata della parte meridionale dell'edificio negli anni ottanta.
Dopo via Marina c'è via Amerigo Vespucci, realizzata a partire dagli anni cinquanta sulle rovine del Borgo Loreto, e alla sua destra il realizzando parco della Marinella che lambisce le vestigia del castello.

## Il recupero
La strada dopo diversi anni di lavori (e di grandi polemiche per il ritardo accumulato) è stata sottoposta ad un restyling con il completo rifacimento del manto stradale, sostituendo i sampietrini, i cubetti di porfido tipici di molte strade cittadine con l'asfalto ed inoltre è stato eseguito il rifacimento completo dei marcipiedi con lastroni di pietra etnea. 
Il restyling ha portato anche alla costruzione di nuove aiuole e l'installazione di arredo urbano quali panchine, cestini e dissuasori lungo tutta la via per evitare la sosta selvaggia. 
È stata attuata anche la sostituzione totale dei lampioni dell'illuminazione.